# 斯特拉斯堡国家和大学图书馆

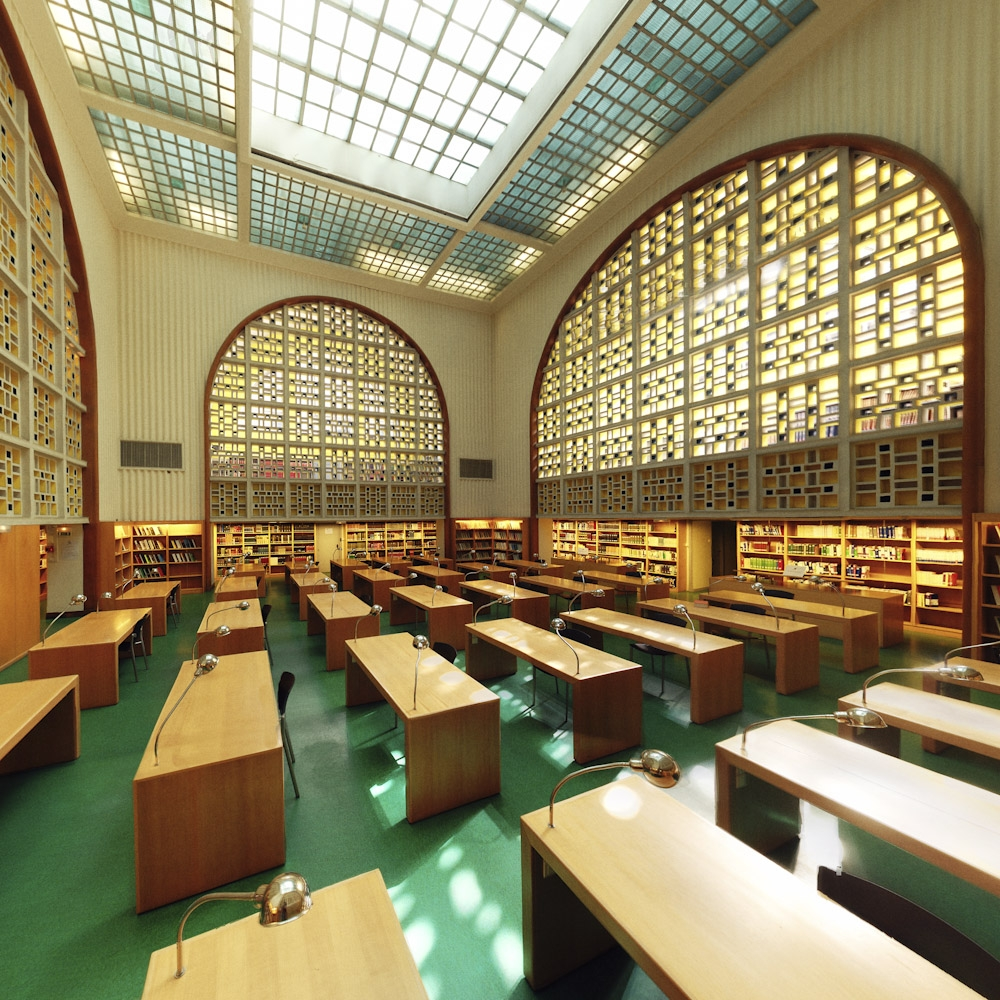
Main reading room of the library (architect: François Herrenschmidt)

斯特拉斯堡国家和大学图书馆（法語：Bibliothèque nationale et universitaire，简称：BNU），是法国斯特拉斯堡的一座公共图书馆，位于共和国广场（从前的皇帝广场），面对莱茵宫。

## 历史
在斯特拉斯堡围困战期间，该市的市立图书馆和档案馆完全毁于普鲁士炮兵的轰击。1872年6月19日，德意志帝国成立了斯特拉斯堡国家和大学图书馆，建立馆藏的工作交给了历史学家和教授鲁道夫·罗伊斯。这是“帝国领土”阿尔萨斯-洛林的地区图书馆，因为根据德国的传统，每一个地区都应该有一个图书馆。它也是一个高校图书馆。藏书增加很快，来自于欧洲和美国各地的捐赠。
今天的建筑是建筑师August Hartel和Skjold Neckelmann的作品，1895年开馆。 
第一次世界大战结束后，斯特拉斯堡重返法国。犹豫一段时间后，法国政府决定保留这座图书馆。 
这座图书馆拥有约300万册藏书，是法国第二大图书馆，其中包括2026册古版书，6700册手稿，29000册档案，和5200册莎草纸。
建筑外围有八位名人的头像浮雕：左边为四位欧洲文学家，依次是莫里哀、卡尔德隆、但丁、莎士比亚；右边是四名德国文学家，依次是戈特弗里德、莱辛、歌德、席勒。